# Kabinett Chirac II
Das Kabinett Chirac II war die französische Regierung vom 20. März 1986 bis zum 10. Mai 1988. Es löste das Kabinett Fabius ab. Vorangegangen war der Wahlsieg der rechten und zentristischen Parteien geführt von RPR und UDF bei der Parlamentswahl 1986, weshalb Staatspräsident François Mitterrand deren Kandidaten Jacques Chirac zum Premierminister ernannte. Damit begann die erste Cohabitation der fünften Republik. Für Chirac war es die zweite Amtszeit als Premierminister. 
Die Regierung wurde mehrmals umgebildet sowie erweitert. Am 10. Mai 1988, zwei Tage nach dem zweiten Wahlgang der Präsidentschaftswahl, trat die Regierung zurück, um dem im Amt bestätigten Präsidenten Mitterrand die Neubildung einer Regierung zu ermöglichen. Mitterrand ernannte das Kabinett Rocard I unter dem Sozialisten Michel Rocard und löste die Nationalversammlung auf, womit die Cohabitation endete.

## Kabinett

### Minister
Dem Kabinett gehörten folgende Minister an:
| Amt                                                                  | Name                 | Beginn der Amtszeit | Ende der Amtszeit |
| -------------------------------------------------------------------- | -------------------- | ------------------- | ----------------- |
| Premierminister                                                      | Jacques Chirac       | 20. März 1986       | 10. Mai 1988      |
| Staatsminister, Minister für Wirtschaft, Finanzen und Privatisierung | Édouard Balladur     | 20. März 1986       | 10. Mai 1988      |
| Siegelbewahrer, Justizminister                                       | Albin Chalandon      | 20. März 1986       | 10. Mai 1988      |
| Verteidigungsminister                                                | André Giraud         | 20. März 1986       | 10. Mai 1988      |
| Minister für Kultur und Kommunikation                                | François Léotard     | 20. März 1986       | 10. Mai 1988      |
| Außenminister                                                        | Jean-Bernard Raimond | 20. März 1986       | 10. Mai 1988      |
| Innenminister                                                        | Charles Pasqua       | 20. März 1986       | 10. Mai 1988      |
| Minister für Ausrüstung, Wohnungsbau, Raumplanung und Verkehr        | Pierre Méhaignerie   | 20. März 1986       | 10. Mai 1988      |
| Minister für die Überseegebiete                                      | Bernard Pons         | 20. März 1986       | 10. Mai 1988      |
| Minister für nationale Bildung                                       | René Monory          | 20. März 1986       | 10. Mai 1988      |
| Minister für Soziales und Beschäftigung                              | Philippe Séguin      | 20. März 1986       | 10. Mai 1988      |
| Minister für Industrie, Post und Telekommunikation und Tourismus     | Alain Madelin        | 20. März 1986       | 10. Mai 1988      |
| Landwirtschaftsminister                                              | François Guillaume   | 20. März 1986       | 10. Mai 1988      |
| Minister für Zusammenarbeit                                          | Michel Aurillac      | 20. März 1986       | 10. Mai 1988      |
| Minister für die Beziehungen zum Parlament                           | André Rossinot       | 20. März 1986       | 10. Mai 1988      |

### Beigeordnete Minister und Staatssekretäre
Dem Kabinett gehören ferner folgende Beigeordnete Minister und Staatssekretäre an:
| Amt | Name                   | Beginn der Amtszeit | Ende der Amtszeit  |
| --- | ---------------------- | ------------------- | ------------------ |
| Beigeordneter Minister beim Premierminister für den öffentlichen Dienst und Planung                                         | Hervé de Charette      | 20. März 1986       | 10. Mai 1988       |
| Beigeordneter Minister beim Premierminister für Verwaltungsreformen                                                         | Camille Cabana         | 19. August 1986     | 10. Mai 1988       |
| Beigeordneter Minister für Haushalt im Ministerium für Wirtschaft, Finanzen und Privatisierung sowie Regierungssprecher     | Alain Juppé            | 20. März 1986       | 10. Mai 1988       |
| Beigeordneter Minister für Außenhandel im Ministerium für Wirtschaft, Finanzen und Privatisierung                           | Michel Noir            | 20. März 1986       | 10. Mai 1988       |
| Beigeordneter Minister für Privatisierung im Ministerium für Wirtschaft, Finanzen und Privatisierung                        | Camille Cabana         | 20. März 1986       | 19. August 1986    |
| Beigeordneter Minister für Handel, Handwerk und Dienstleistungen im Ministerium für Wirtschaft, Finanzen und Privatisierung | Georges Chavanes       | 25. März 1986       | 10. Mai 1988       |
| Beigeordneter Minister für Sicherheit im Innenministerium                                                                   | Robert Pandraud        | 20. März 1986       | 10. Mai 1988       |
| Beigeordneter Minister für Verkehr im Ministerium für Ausrüstung, Wohnungsbau, Raumplanung und Verkehr                      | Jacques Douffiagues    | 20. März 1986       | 10. Mai 1988       |
| Beigeordneter Minister für Umwelt im Ministerium für Ausrüstung, Wohnungsbau, Raumplanung und Verkehr                       | Alain Carignon         | 20. März 1986       | 10. Mai 1988       |
| Beigeordneter Minister für Forschung und Hochschulbildung im Ministerium für nationale Bildung                              | Alain Devaquet         | 20. März 1986       | 8. Dezember 1986   |
| Beigeordneter Minister für Forschung und Hochschulbildung im Ministerium für nationale Bildung                              | Jacques Valade         | 20. Januar 1987     | 10. Mai 1988       |
| Beigeordnete Ministerin Gesundheit und Familie im Ministerium für Soziales und Beschäftigung                                | Michèle Barzach        | 25. März 1986       | 10. Mai 1988       |
| Beigeordneter Minister für Europaangelegenheiten im Außenministerium                                                        | Bernard Bosson         | 19. August 1986     | 10. Mai 1988       |
| Beigeordneter Minister für lokale Behörden im Innenministerium                                                              | Yves Galland           | 19. August 1986     | 10. Mai 1986       |
| Beigeordneter Minister für Kommunikation im Ministerium für Kultur und Kommunikation                                        | André Santini          | 28. September 1987  | 10. Mai 1988       |
| Staatssekretärin beim Premierminister für Frankophonie                                                                      | Lucette Michaux-Chevry | 20. März 1986       | 10. Mai 1988       |
| Staatssekretär beim Premierminister für Menschenrechte                                                                      | Claude Malhuret        | 20. März 1986       | 10. Mai 1988       |
| Staatssekretär beim Premierminister für Jugend und Sport                                                                    | Christian Bergelin     | 20. März 1986       | 10. Mai 1988       |
| Staatssekretär für Verbraucherangelegenheiten und Wettbewerb im Ministerium für Wirtschaft, Finanzen und Privatisierung     | Jean Arthuis           | 20. Januar 1987     | 10. Mai 1988       |
| Staatssekretär im Verteidigungsministerium                                                                                  | Jacques Boyon          | 19. August 1986     | 10. Mai 1988       |
| Staatssekretär im Ministerium für Kultur und Kommunikation                                                                  | Philippe de Villiers   | 20. März 1986       | 25. Juni 1987      |
| Staatssekretär im Außenministerium                                                                                          | Didier Bariani         | 20. März 1986       | 10. Mai 1988       |
| Staatssekretär für lokale Behörden im Innenministerium                                                                      | Bernard Bosson         | 20. März 1986       | 19. August 1986    |
| Staatssekretär für Probleme im Südpazifik im Ministerium für die Überseegebiete                                             | Gaston Flosse          | 20. März 1986       | 10. Mai 1988       |
| Staatssekretärin für Bildung im Ministerium für nationale Bildung                                                           | Michèle Alliot-Marie   | 20. März 1986       | 10. Mai 1988       |
| Staatssekretärin für berufliche Ausbildung im Ministerium für nationale Bildung                                             | Nicole Catala          | 20. März 1986       | 10. Mai 1988       |
| Staatssekretär für soziale Sicherheit im Ministerium für Soziales und Beschäftigung                                         | Adrien Zeller          | 20. März 1986       | 10. Mai 1988       |
| Staatssekretär im Ministerium für Soziales und Beschäftigung                                                                | Jean Arthuis           | 20. März 1986       | 20. Januar 1987    |
| Staatssekretär für Post und Telekommunikation im Ministerium für Industrie, Post und Telekommunikation und Tourismus        | Gérard Longuet         | 20. März 1986       | 10. Mai 1988       |
| Staatssekretär für Tourismus im Ministerium für Industrie, Post und Telekommunikation und Tourismus                         | Jean-Jacques Descamps  | 25. März 1986       | 10. Mai 1988       |
| Staatssekretär für Veteranen                                                                                                | Georges Fontes         | 20. März 1986       | 10. Mai 1988       |
| Staatssekretär für Rückkehrer                                                                                               | André Santini          | 20. März 1986       | 28. September 1987 |
| Staatssekretär für Meeresangelegenheiten                                                                                    | Ambroise Guellec       | 20. März 1986       | 10. Mai 1988       |